# Sinziger Mosaikplatten

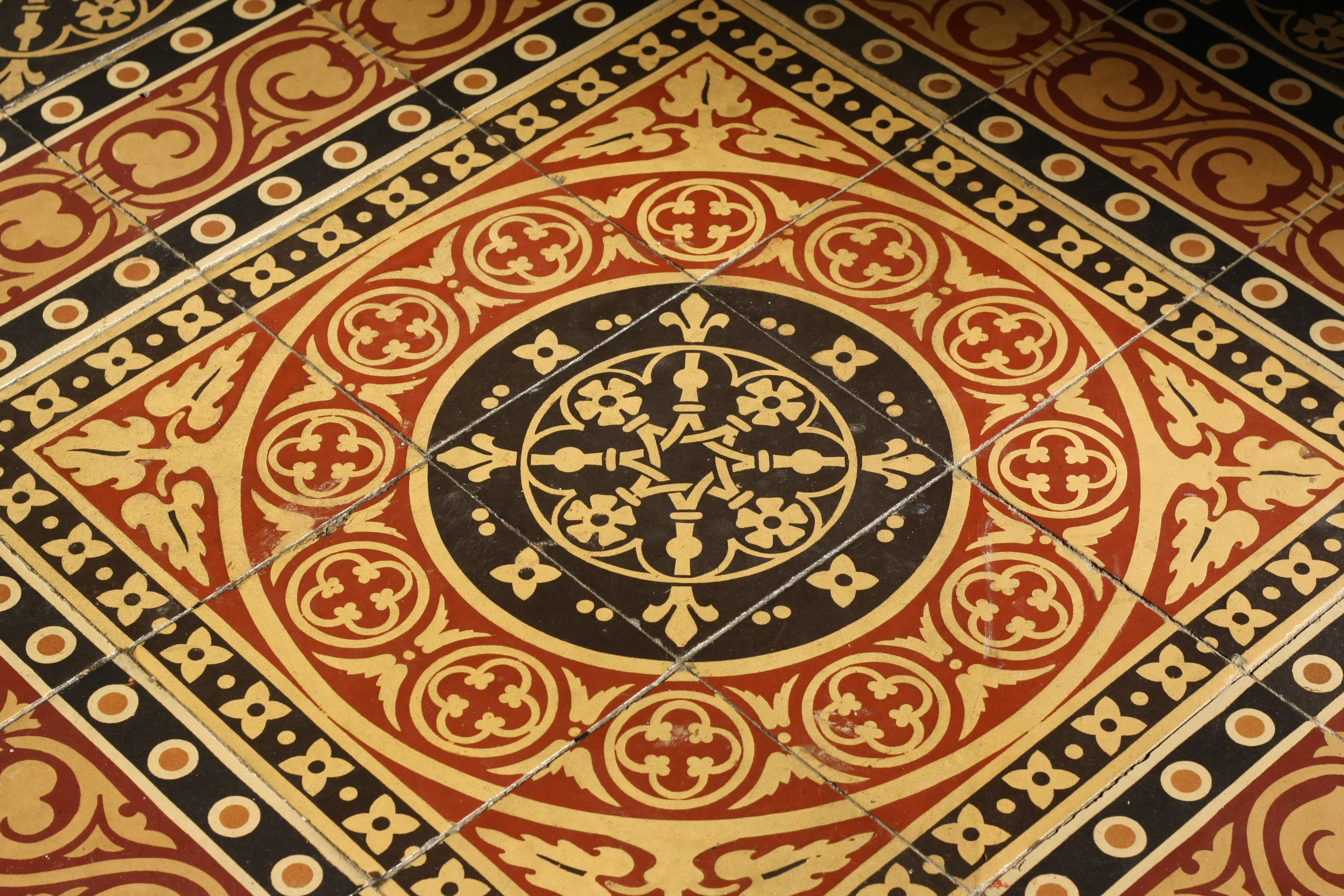
Bodenfliesen in der Kapelle Zur Schmerzhaften Muttergottes in Reimerzhoven

Die Sinziger Mosaikplattenfabrik ist ein Unternehmen in Sinzig, einer Stadt im Landkreis Ahrweiler im nördlichen Rheinland-Pfalz, das 1869 gegründet wurde. Heute gehört das Fliesenwerk zur Unternehmensgruppe Deutsche Steinzeug Cremer & Breuer Aktiengesellschaft mit Sitz in Alfter-Witterschlick.

## Geschichte
Die Anfänge der Fabrikation von Mosaikplatten in Sinzig beginnen im Jahr 1870. Neben der in Mettlach von der Firma Villeroy & Boch im Jahr 1869 errichteten Plattenfabrik, die Mettlacher Platten herstellte, entstand in Sinzig die Mosaik-Platten- und Thonwaaren-Fabrik von Ferdinand Frings u. Co., im Volksmund früher nur „Mosaikfabrik“ oder „Plattenfabrik“ genannt.
1871 gestattete die Königlich Preußische Regierung die Inbetriebnahme einer Dampfkesselanlage. Es waren zu dieser Zeit bereits 159 Arbeiter in der Fabrik beschäftigt. In Rundöfen wurden Tonplatten mit verschiedenen Formaten und Farben hergestellt. Bis 1910 firmierte das Unternehmen unter dem Namen Sinziger Mosaikplatten- & Thonwaaren-Fabrik, Actiengesellschaft in Sinzig am Rhein. Durch eine Fusion mit der Vereinigten Mosaikplatten-Aktiengesellschaft Friedland trug es danach den Namen Vereinigte Mosaikplattenwerke Friedland-Sinzig Aktiengesellschaft. 1943 wurde es mit der Aktien-Ziegelei München-Wien verschmolzen. Daraus leitet sich der spätere Name AGROB Aktiengesellschaft ab. Seit 1997 ist das Sinziger Werk Teil der Deutschen Steinzeug Cremer & Breuer Aktiengesellschaft.
Zu Beginn des Ersten Weltkrieges waren im Werk Sinzig bereits 300 Mitarbeiter beschäftigt. Sie produzierten 25.000 m² Bodenfliesen im Monat und bis 1939 verdoppelte sich die Kapazität. 1938 wurde der erste Tunnelofen in Betrieb genommen.
Im Zweiten Weltkrieg stellte man „kriegswichtige Artikel“ her. Der Aufschwung der deutschen Wirtschaft nach der Währungsreform 1948 brachte auch für die „Sinziger Plattenfabrik“ eine dynamische Entwicklung. Heute ist das Werk eine hochmoderne Produktionsstätte für Feinsteinzeug bis zum Format 90 × 45 cm.

## Fliesen aus Sinzig in öffentlichen Gebäuden und Kirchen
Erst im Laufe der 1880er Jahre bekamen die Produkte der keramischen Industrie Prägemarken.
- Sinzig, Ausdorfer Str. 32/Ecke Eulengasse, Mosaikbild Grablegung Jesu, 1902
- Sinzig, Kalkturmstr. 12a, Mosaikbild Christopherus aus unglasierten Mosaiksteinchen, 1964
- Berlin (Friedrichsstadt), Zimmerstraße, Markthalle III, gerippte Sinziger Fliesen, 1880
- Berlin, Dorotheenstr. 84, Markthalle IV, gerippte Sinziger Fliesen
- Berlin (Tiergarten), Magdeburger Platz, Markthalle V, gerippte Sinziger Fliesen, 1888
- Berlin, Magdeburger Platz, ehemalige Markthalle V, 1888
- Neuenhagen, Dorfkirche Bollensdorf, Dorfstr. 9, 1880
- Erftstadt-Herrig, Kirche St. Clemens
- Köln, Hauptmarkthalle auf dem Heumarkt
- Bonn-Bad Godesberg, Krieger-Hospital, 1886
- Trier-Ehrang, Kirche Christi Himmelfahrt, Wand-Bildmosaik und Fußboden, 1954
- Remagen, Alte Straße 11, St. Martin-Grundschule, Flambo-Platten am Trinkbrunnen, 1943
- Remagen, Apollinariskirche, Fliesenbeläge, nach 1880
- Remagen, Deichweg 4/Appolinariskeller
- Remagen, Hotel Faßbender
- Remagen, Markt 1, Evangelisches Gemeindehaus
- Remagen-Kripp, Rheinallee 31, Weinkontor und Bio-Restaurant Diedenhofen, 1899
- Ahrweiler, Wilhelmstraße 26 (Altes Kreishaus), Bodenfliesen im Erdgeschoss, 1895
- Bad Neuenahr, Altes Rathaus, Bodenfliesen im Erdgeschoss, 1895
- Bad Neuenahr-Ehlingen, St. Hubertus-Kapelle, Fliesenbelag
- Bad Neuenahr-Heimersheim, Mosaikbild an der ehemaligen St. Mauritiusschule
- Bad Neuenahr-Heimersheim, Greener St. Antonius-Kapelle
- Bad Neuenahr-Heimersheim, Wegkapelle, um 1910
- Sinzig, Schloss, 1900
- Sinzig, Bachovenstraße 10 (Stadtmarketing), Fußboden Flur
- Sinzig, Dreifaltigkeitsweg 37 (Grundschule), Mosaikbilder an Wänden Eingangsbereich, 1950er Jahre
- Sinzig, Gutestraße (Restaurant Pizzeria Picolo)
- Sinzig, Kirchplatz 1 (Haus Hattingen/Lesezeit), Bodenfliesen zum Eingang der Buchhandlung
- Sinzig, Koblenzer Str. 13 (Physiotherapie Werner Becker), Fliesenbelag
- Sinzig, Kölner Str. 6 (Vieux Sinzig), Fliesenfries unter dem Dachtrauf
- Sinzig, Mühlenbachstraße 36, Fassadenverzierung
- Sinzig, Renngasse 7 (Franziskushaus)
- Sinzig, Rheinallee 19, Verwaltungsgebäude der Deutschen Steinzeug, Mosaikbilder in der Eingangshalle
- Sinzig, Rheinallee 19, Verwaltungsgebäude der Deutschen Steinzeug, Bodenbelag im Keller
- Sinzig, Zehnthofstraße 9, WandbildJesus als Kinde mit Mutter Maria, 1947
- Sinzig-Bad Bodendorf, ehemaliges Kurmittelhaus, Fliesenbelag, 1930er Jahre
- Sinzig-Franken, Pfarrkirche St. Michael
- Sinzig-Westum, Bachstraße. 2 (ehemaliger Winzerverein), Bodenfliesen im Wohnbereich, 1934/35
- Sinzig-Westum, Bachstraße 2 (ehemaliger Winzerverein), Fassadenplatten Flambo, 1934/35
- Sinzig-Westum, Bachstraße 2 (ehemaliger Winzerverein), Wandfliesen im Wohnbereich, 1934/1935
- Sinzig-Westum, Friedhof, Mausoleum der Familie Heuser, 1876
- Sinzig-Westum, Gemeindehaus (an der Kirche), Bodenfliesen im Flur, 1911
- Sinzig-Westum, Grundschule
- Sinzig-Westum, Krechelheimer Straße, Falder-Heiligenhäuschen, 1896
- Bad Breisig, Koblenzer Straße 51 (Kutschenhäuschen der Villa Lucia)
- Bad Breisig, Kreuz am Pfarrheim
- Adenau, Marienkapelle, Bodenfliesen
- Insul, St. Rochus und Sebastian
- Barweiler, Kirche, 1908
- Dattenberg, altes Gemeindehaus
- Dattenberg, Burg Dattenberg, 1887/88
- Wachtberg, Kirche St. Gereon
- Andernach-Kell, Kirche St. Lubentius
- Brohl, Brausbergweg, Heiligenhäuschen
- Langenfeld, Kirche St. Quirin und Dionysius
- Peterslahr, katholische Kirche St. Peter
- Unna, Christuskirche
- Darmstadt, ehemalige Kasernen-Anlagen für Artillerie, 1893
- Kaiserslautern, Fruchthalle 10, 1891
- Stuttgart, Neubau des Königlichen Katharinenstifts, 1897
- Menzingen, Schwestern vom Heiligen Kreuz, Bodenbeläge, 1897
- Engelberg, Benediktinerklosterkirche, Bodenbeläge 1898 und 1913

## Apollinariskirche in Remagen
Bodenfliesen im Altarraum der Apollinariskirche in Remagen mit der Darstellung der Arma Christi (nach 1880).

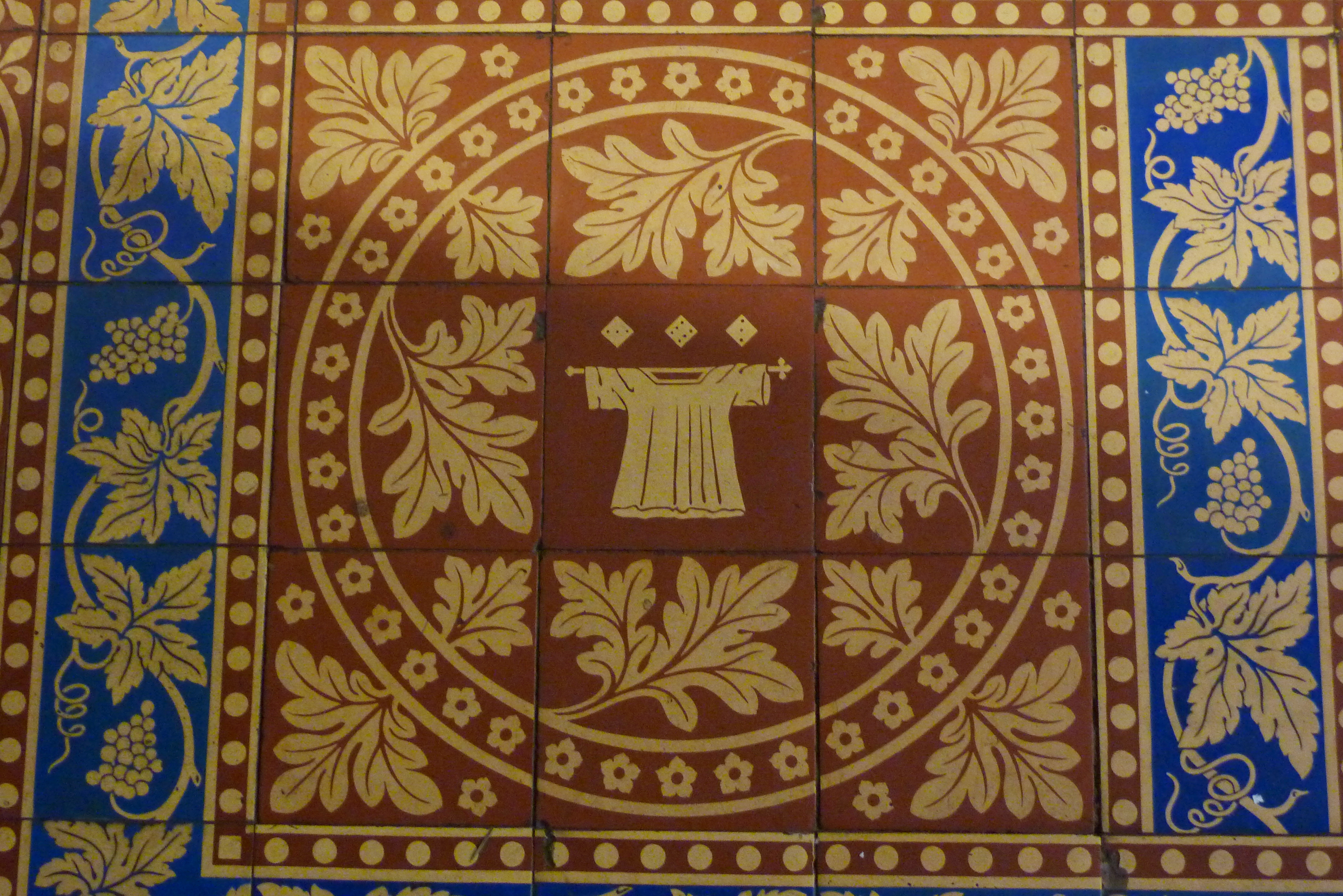
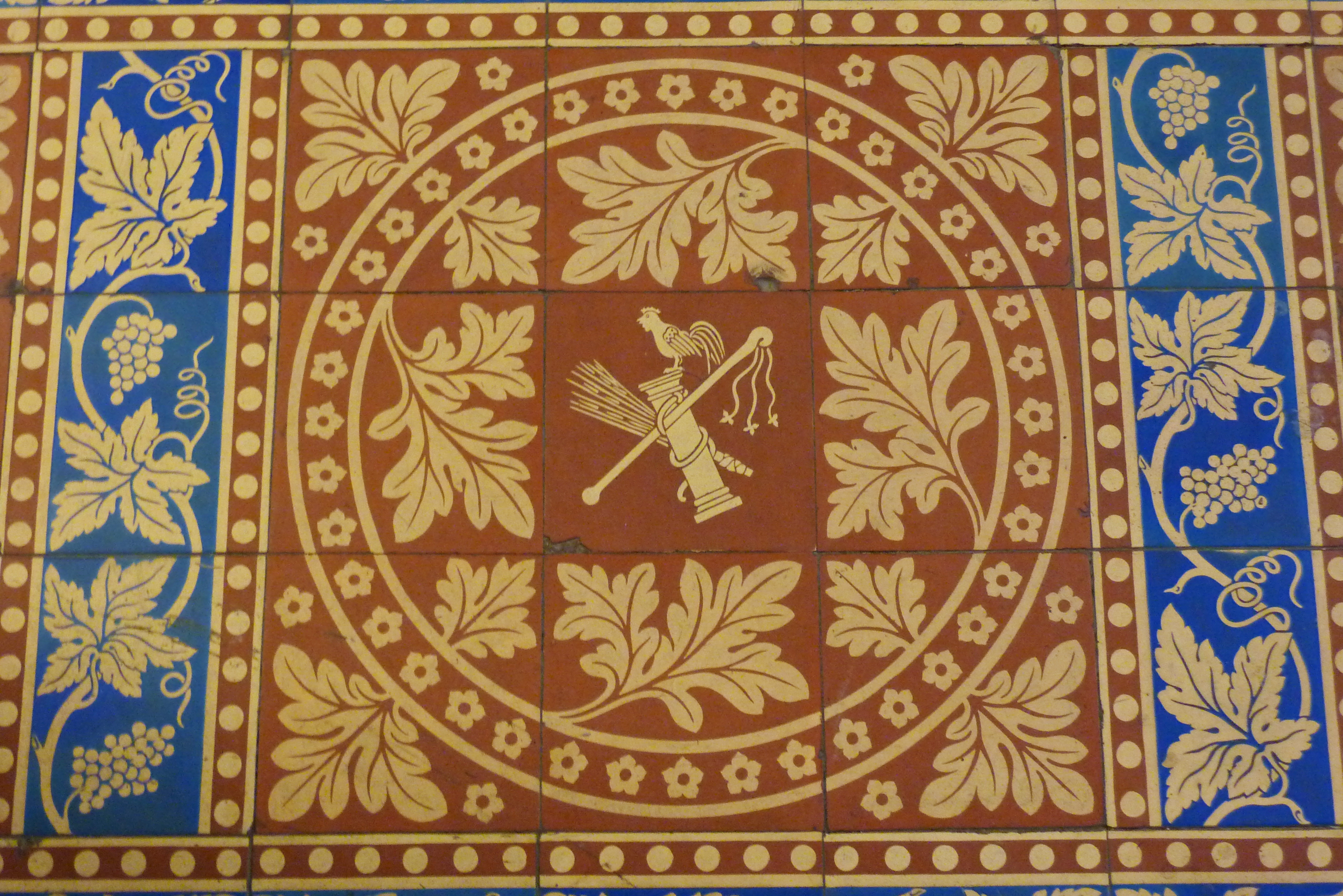
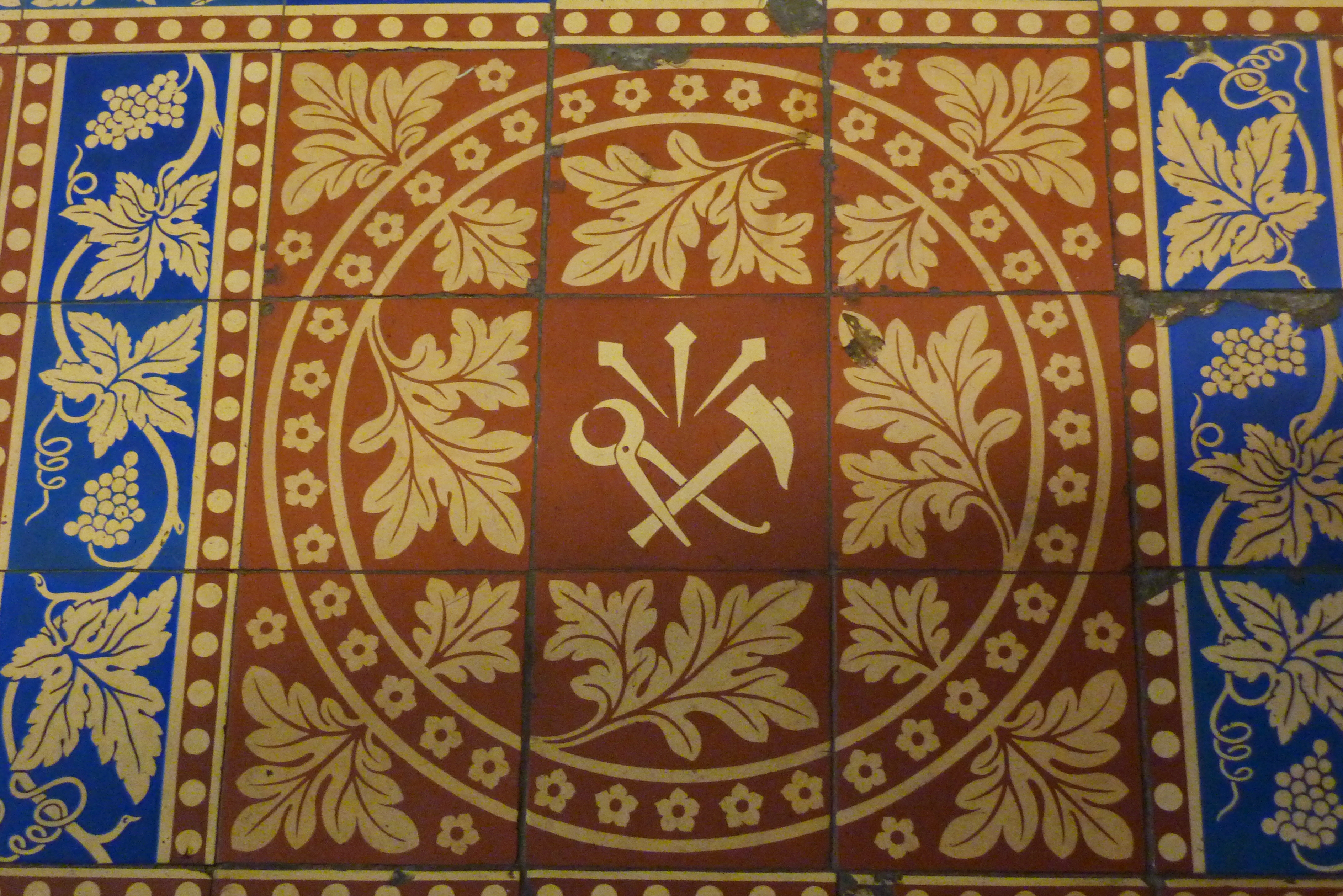
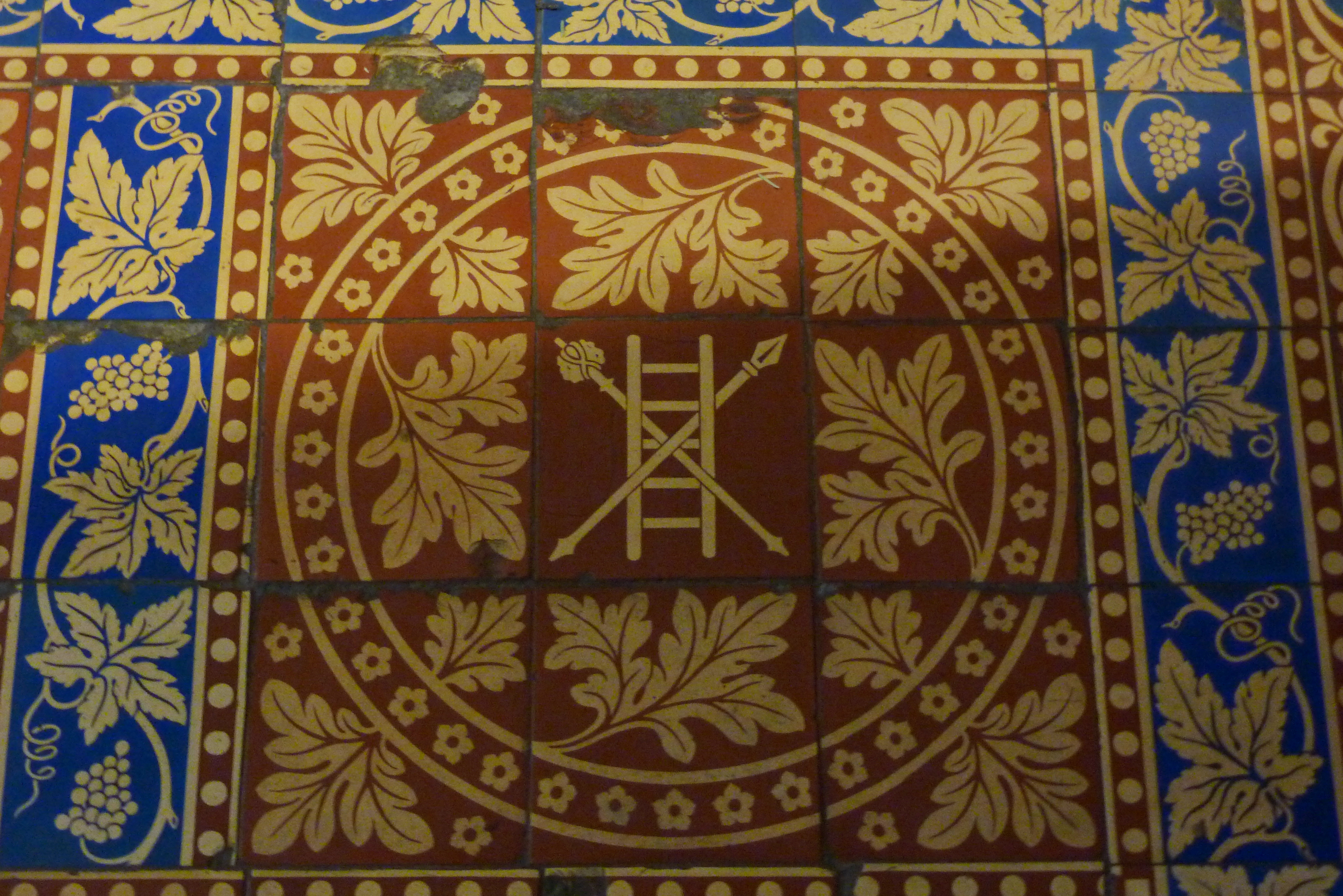